# Chequilla
Chequilla – gmina w Hiszpanii, w prowincji Guadalajara, w Kastylii-La Mancha, o powierzchni 15,3 km². W 2011 roku gmina liczyła 15 mieszkańców.